# Проспект-Крик (аэропорт)
Аэропорт Проспект-Крик (англ. Prospect Creek Airport), (ИАТА: PPC, ИКАО: PAPR, FAA LID: PPC) — государственный гражданский аэропорт, расположенный в 5,5 километрах к северо-востоку от центра населённого пункта Проспект-Крик (Аляска), США.

## Операционная деятельность
Аэропорт Проспект-Крик находится на высоте 334 метров над уровнем моря и эксплуатирует одну взлётно-посадочную полосу:
- 1/19 размерами 1514 x 46 метров с гравийным покрытием.

За период с 9 июля 2008 года по 9 июля 2009 года Аэропорт Проспект-Крик обработал 498 операций взлётов и посадок самолётов (в среднем 41 операций ежемесячно), из них 51 % пришлось на рейсы аэротакси, 44 % составили рейсы авиации общего назначения и 5 % — регулярные коммерческие перевозки.